# Bolxaia Kamixinka
Bolxaia Kamixinka (en rus: Большая Камышинка) és un poble de l'óblast de Saràtov, a Rússia, segons el cens del 2010 tenia 11 habitants. Pertany al districte municipal de Petrovsk.